# Союз Лесных Социалистических Республик
СЛСР–Союз Лесных Социалистических Республик.
Виртуальное государство, созданное 8 ноября  2019 года на территории  Российской Федерации, Республики Беларусь и на Украине. 
На земли не претендуём!
ссылки и контакты:
ДЛЯ ПОЛУЧЕНИЯ ГРАЖДАНСТВА И ЛИЧНЫХ ВОПРОСОВ!
novocticlcr@gmail.com почта
https://t.me/UFSRB  телеграм 
https://youtube.com/channel/UCdwDSDNipVwQFiww2jl_uIg?si=UrCqglGBXc ютуб
https://vk.com/club225570330  ВКонтакте
Граждан 40 человек  на момент создания статьи.
Территория организации 250км².
Есть сельское хозяйство, бульбомёты и два шишкострела, на каждого есть скобачник. (Предупреждаю это не оружие и ничего противозаконного нет!) также есть 3 деревообрабатывающих завода и строиться четвёртый. Есть 2 сталеобрабатывающих завода и 2 плавильных завода. Также есть 3 угольный завод. Делаются автомашины БАЗ, гордость СЛСР!
Достопримечательности  СЛСР  это леса, спилы деревьев, сельская и лесная продукция.
Участники СЛСР обучаются всем необходимым навыкам, есть конституция (список правил), банк с настоящими деньгами и курсом валюты, но вам тут это не интересно, вы сразу удалять, даже не читая, а если читают администраторы, то пусть напишут лично мне, почему удаляются за вандализм, если СЛСР частично находится  на личной территории! ПИСАТЬ НА ПОЧТУ.